# Спасские ворота (Коломенское)
Задние, или Спасские ворота, — архитектурный памятник XVII века на территории музея-заповедника Коломенское. Ворота расположены у западной границы Государева двора и с конца XVIII века служили основным въездом на хозяйственный двор царской резиденции.

## История
Точная дата постройки ворот неизвестна. Возможно, они появились при перестройке усадьбы в 70-х годах XVII века (предположительно в 1671—1672 гг.). Своим названием ворота обязаны иконе Спаса Нерукотворного, ранее находившейся в киоте над проездными арками. Западные Спасские ворота расположены напротив восточных Передних ворот, построенных в 1673 году. Последние поначалу служили главными воротами летней царской резиденции, вход в которую осуществлялся со стороны Москвы-реки. С южной стороны к Спасским воротам примыкали два помещения Стрелецких караулен, построенных в 1680-е годы и использовавшихся для охраны царской усадьбы.
В XVIII веке ворота несколько раз ремонтировались — в 1735, 1742 годах и позднее. В конце XVIII века Спасские ворота стали основным въездом на территорию усадьбы. Вероятно по этой причине в XIX веке в килевидные кокошники завершения ворот были вмонтированы вензели Петра I и двуглавые орлы.
В 1814 году при постройке дворца императора Александра I Стрелецкие караульни были разобраны.
В 1838 году Е. Д. Тюриным был разработан проект восстановления ворот, призванный предотвратить постепенное разрушение деревянного верха сооружения. На реализацию проекта потребовалось несколько ремонтов, наиболее значительный из которых был в 1868 году. Результатом этих мероприятий стала замена обветшавшего деревянного покрытия на вальмовую кровлю. Нынешнее завершение «кресчатой бочкой» появилось в ходе реставрационных работ 1977—1978 годов, выполненных по результатам исследований исторических документов, в том числе описи 1740 года.
В 2001—2003 годах была выполнена полномасштабная реставрация Спасских ворот, а в 2007 году были восстановлены Стрелецкие караульни.

## Архитектура
Меньшие по размеру Спасские ворота изначально были не менее представительными, чем парадные Передние ворота. Выполненные из кирпича, ворота имеют два пролёта: широкий был предназначен для проезда обозов и экипажей, а более узкая «калитка» использовалась пешеходами.
Фасады ворот оформлены подобием тосканского ордера. Арочные пролёты фланкированы трёхчетвертными колоннами и обрамлены профилированными архивольтами, что придаёт объёму ворот пластическую насыщенность. Пластику фасадов дополняет составленный из сухариков фриз и киоты, помещённые над проёмами ворот. Спасские ворота имеют редкое для ворот покрытие в виде «кресчатой бочки». Конёк кровли был украшен прорезным металлическим гребнем.